# Sting (zenész)
Gordon Matthew Thomas Sumner, CBE, ismertebb nevén Sting (Wallsend, 1951. október 2. –) angol zenész, énekes-dalszövegíró, aktivista, színész.
Oscar-díjra jelölték, tizenhatszor nyert Grammy-díjat. Szólókarrierjének kezdetéig legfontosabb dalszövegírója, vezető énekese és basszusgitárosa volt a The Police együttesnek. Mint szólóénekes és a The Police énekese több mint 100 millió lemezt adott el. Első Grammy-díját 1984-ben kapta.

## Életpályája

### Kezdetek
Wallsendben született (North Tyneside-ban, Anglia északi részén) 1951. október 2-án. Ernest Sumner és Audry Cowell gyermekeként, akiknek Gordon után még három gyermekük született: Philip, Angela és Anita. Édesapja naplójában arról írt, hogy Gordon gyakran segített neki már hétéves korától a munkában. Kora reggelenként tejet szállítottak.
A Sumner gyerekek római katolikus vallás szerint nevelkedtek, ír nagymamájuknak köszönhetően. Gordonnak volt egy öreg spanyol gitárja, szakadt húrokkal, ami egyik nagybácsija után maradt rá, aki Kanadába emigrált.
A Szent Cuthbert Gimnáziumba járt Newcastle upon Tyne-ban. Ezután a warwicki egyetemre járt, amit egy év után otthagyott. A zene ugyanis sokkal jobban érdekelte a tanulásnál. Mindig úgy érezte, egyszer majd így tud elmenekülni a szegénységből.
Ebben az időszakban gyakran besurrant olyan éjszakai szórakozóhelyekre, mint pl. a Club-A-Go-Go. Itt olyan zenészeket hallhatott játszani, mint Jack Bruce és Jimi Hendrix, akik későbbi pályáját befolyásolták.
Közben dolgozott kalauzként, építőmunkásként, volt adóhivatali dolgozó, és mirelitüzemben is dolgozott. Később, 1971-ben beiratkozott az Észak-Angliai Tanítóképző Főiskolára. Tanítói képesítést szerzett 1974-ben. Ezután két évig a Szent Pál Iskolában tanított Cramlingtonban, egy kis bányászfaluban. Az itteni tapasztalatok inspirálták két The Police-sláger, a Don't Stand So Close To Me és a Roxanne megírására. A két dal kedvenc könyveihez, a Lolitához és a Cyranóhoz is kötődik.
Már nagyon fiatalon tudta, hogy zenész akar lenni. Estéit, hétvégéit és vakációit azzal töltötte, hogy képezze magát zenei téren. Olyan helyi dzsesszbandákban játszott, mint a Phoenix Jazzmen, a Newcastle Big Band és a Last Exit.

### Becenevének eredete
A Phoenix Jazzmennel töltött időszakban Gordon Solomontól, a zenekarvezetőtől és pozanostól kapta a Sting („fullánk”) becenevet, mert egyszer egy fellépésükön fekete-sárga csíkos pulóvert viselt. Általában ezt a nevet használja, kivéve a hivatalos dokumentumok aláírásakor. A Bring On The Night című film sajtóbemutatóján mondta egy újságírónak: „A gyerekeim Stingnek szólítanak, az anyám is Stingnek hív, de akkor ki a fene az a Gordon?”

### The Police
1977 januárjában Sting Newcastle-ből Londonba költözött és nem sokkal később Stewart Copelanddel és Henri Padovanival (őt később Andy Summers váltotta fel) közösen megalapították a legendás The Police nevű, új hullám-os zenekart. 1978 és 1983 között öt toplistás albumuk jelent meg és hat Grammy-díjat nyertek el.
Bár a zenéjüket eleinte a punk hangzás jellemezte, a The Police hamar átváltott a reggae-s rockra és a minimalista popzenére. Utolsó albumuk, a Synchronicity, a legsikeresebb számaikat tartalmazza, mint például az Every Breath You Take-et, amely 1983-ban jelent meg.
Ugyan igazán sohasem váltak szét, a Synchronicity után megegyeztek abban, hogy mindannyian a szólókarrierjükre koncentrálnak. Ahogy teltek az évek, a bandatagok, különösen Sting, egyre inkább elutasította az újjáalakulás lehetőségét. 2007-ben aztán a The Police mégis újra összeállt és világkörüli turnét jelentett be.

### Európai túra

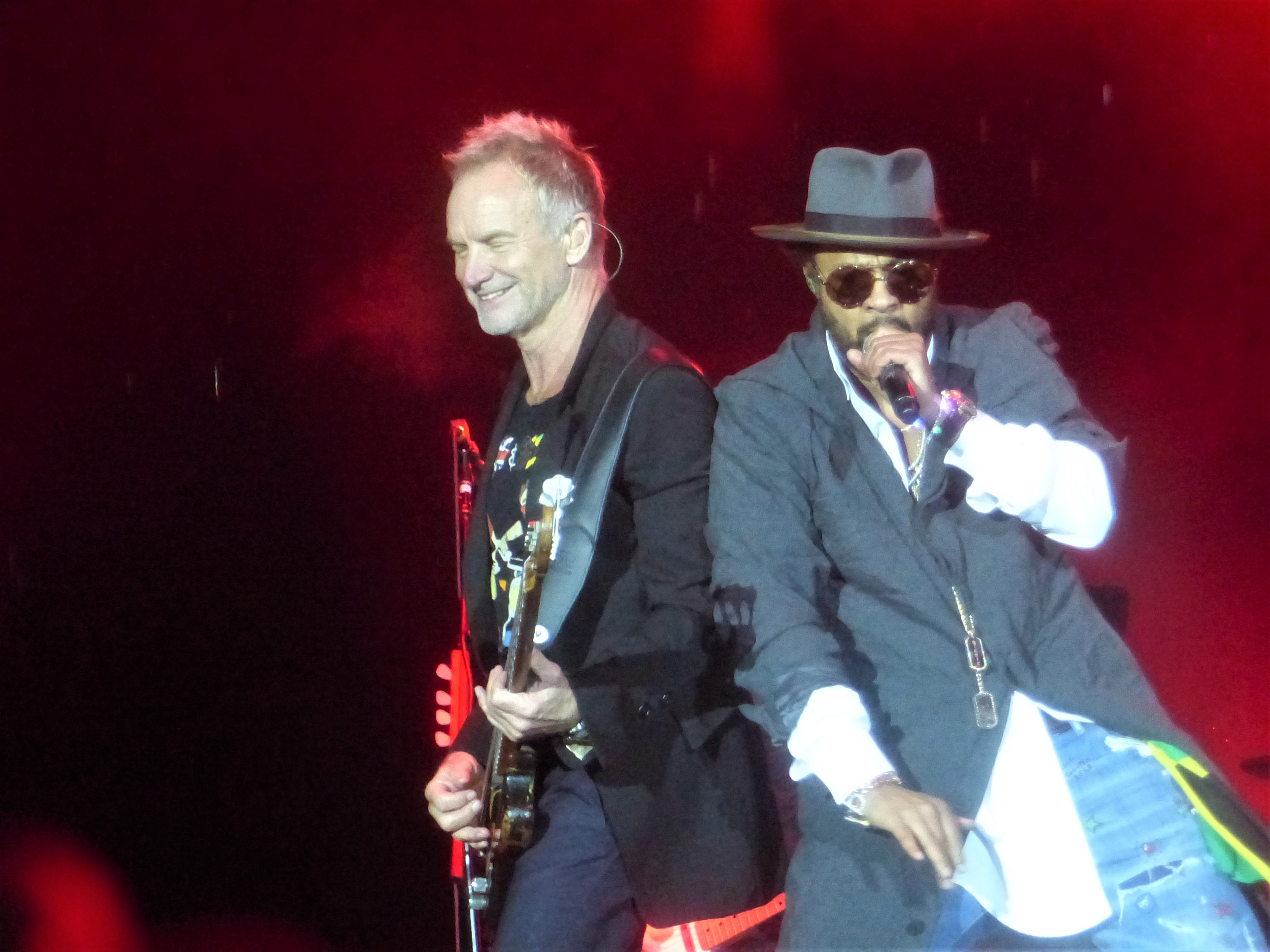
Sting and Shaggy on tour

2018 januárjában jelent meg Sting és Shaggy albuma, a „Don't Make Me Wait". Közös koncertet adtak a Hősök terén november 24-én.

## Karrierje

### Zenei karrierje
Először a The Police zenekarral, majd szóló-zenészként vált híressé, valamint debütált a New York-i Broadwayen is.
Sting számos hangszeren játszik: láthattunk már a kezében gitárt, basszusgitárt, bőgőt, mandolint, szaxofont, pánsípot, legutóbb lantot, de jól zongorázik, és harmonikázik is, amellett, hogy kitűnő énekes.

#### Zenekarai
- akusztikus duó barátjával, Elliot Dixonnal (1969)
- Earthrise
- The Phoenix Jazzman (Jazz Band)
- The Ronnie Pierson Trio
- The Riverside Men (River City Jazz Band)
- The Newcastle Big Band
- Last Exit (tagok: Gerry Richardson, John Hedley, Ronnie Pearson)
- Strontium 90 (a Police tagokkal)
- Eberhard Schoener (a Police tagjaival együtt)
- The Police

#### Sting albumok
| Év   | Cím                           | Billboard album 200 | UK Top 100 | RIAA            | BPI             |
| ---- | ----------------------------- | ------------------- | ---------- | --------------- | --------------- |
| 1985 | The Dream of the Blue Turtles | 2                   | 3          | 3x platinalemez | 2x platinalemez |
| 1987 | …Nothing Like the Sun         | 9                   | 1          | 2x platinalemez | platinalemez    |
| 1991 | The Soul Cages                | 2                   | 1          | platinalemez    | aranylemez      |
| 1993 | Ten Summoner’s Tales          | 2                   | 2          | 3x platinalemez | 2x platinalemez |
| 1996 | Mercury Falling               | 5                   | 4          | platinalemez    | platinalemez    |
| 1999 | Brand New Day                 | 9                   | 5          | 3x platinalemez | platinalemez    |
| 2003 | Sacred Love                   | 3                   | 3          | platinalemez    | ezüstlemez      |
| 2006 | Songs from the Labyrinth      | 25                  | 24         | —               | —               |
| 2009 | If on a Winter's Night...     | 6                   | 15         | aranylemez      | —               |
| 2010 | Symphonicities                | 6                   | 30         | —               | —               |
| 2013 | The Last Ship                 |                     |            |                 |                 |
| 2016 | 57th & 9th                    | 9                   | 15         |                 |                 |
| 2018 | 44/876                        |                     |            |                 |                 |
| 2019 | My Songs                      |                     |            |                 |                 |
| 2021 | The Bridge                    |                     |            |                 |                 |

### Színészi karrierje
Sting a filmekkel nem csak zenei karrierje kapcsán találkozott (több mint 35 filmben használták kisebb-nagyobb zenei alkotásait, valamint énekesként és a Police együttes tagjaként több mint 130 alkalommal szerepelt), de néhány filmben „rendes” színészi szerepet is kapott.
- Quadrophenia (1979), Ace Face
- Radio On (1980), Just Like Eddie
- Brimstone & Treacle (1982), Martin Taylor
- Dűne (Dune, 1984), Feyd-Rautha
- Viharos hétfő (Stormy Monday, 1988), Finney
- A Ravasz, az Agy és két füstölgő puskacső (Lock, Stock and Two Smokin Barrels, 1998), JD

## Díjak

### Zenei díjak
Számos zenei díjjal is rendelkezik:
- A Police-szal közösen – 5 Grammy-díj
- Szólóban – 10 Grammy-díj (Hugh Padgham elismerése a TST-ért)
- BMI díjak – 9
- Brit Awards – 3
- Video Music Awards – 2
- Star On Walk Of Fame (2000) – Csillag a hírességek utcáján Hollywoodban.
- Broadcast Film Critics Associacion Awards (2001)
- Golden Globe – 2002
- Songwriters Hall Of Fame
- Emmy – 2

### Elismerések
Számos elismerést is magáénak tudhat:
- Honorary Doctorate of Music Degree: 1992. november 13-án kapta a Northumbria Egyetemtől tiszteletbeli zenei doktorátusát, melyet a newcastle-i városházán vehetett át;
- Honorary Doctorate of Music: a Berklee College of Music 1994. május 15-én jutalmazta tiszteletbeli zenei diplomával.

## Magyarországi fellépései
| Dátum                | Helyszín                                         | Turné                                    | Zenekar                                    |
| -------------------- | ------------------------------------------------ | ---------------------------------------- | ------------------------------------------ |
| 1988. szeptember 6.  | Népstadion                                       | Amnesty International, Human Rights Now! |                                            |
| 1996. május 23.      | Kisstadion                                       | Mercury Falling Tour                     |                                            |
| 2000. június 12.     | Kisstadion                                       | Brand New Day Tour                       |                                            |
| 2004. június 5.      | Felvonulási tér, T-Mobile Nap, Kapcsolat koncert | Sacred Love Tour                         |                                            |
| 2006. június 20.     | Papp László Budapest Sportaréna                  | Broken Music Tour                        |                                            |
| 2010. november 6.    | Papp László Budapest Sportaréna                  | Symphonicity Tour                        | Royal Philharmonic Concert Orchestra       |
| 2011. június 30.     | Papp László Budapest Sportaréna                  | Symphonicity Tour                        | Budafoki Dohnányi Ernő Szimfonikus Zenekar |
| 2017. október 13.    | Papp László Budapest Sportaréna                  | 57th & 9th : World Tour                  |                                            |
| 2018. november 24.   | Hősök tere                                       | Sting & Shaggy: The 44/876 Tour          |                                            |
| 2019. július 2.      | Papp László Budapest Sportaréna                  | My Songs Tour                            |                                            |
| 2022. szeptember 29. | Főnix Aréna, Debrecen                            | My Songs Tour                            |                                            |

## Humanitárius tevékenysége
Sting számos alapítványt és jótékonysági eseményt támogatott és támogat. Néhány példa:
- Nordoff-Robbins
- Walden Woods Project
- Live Aid / Band Aid
- Elton John AIDS Foundation
- The Montserrat Foundation
- International Campaign for Tibet
- Rainforest Foundation Fund
- Amnesty International
- Sting and Trudie Styler Award for Human Rights and Environment

### Elismerések
- Gabriela Mistral díj: Chile kormányától az emberi jogok védelmében tett erőfeszítéseiért (2001. január; érdekesség, hogy másnap a díjat ellopták);
- Spirit of Humanity díj: az Amerikai Arab Intézettől, amiért többször kiállt az arab és a nyugati kultúra közeledéséért (2001. május 5.)
  - Sting két koncertet is ad Magyarországon 2022-ben

## Sport és egészség
Sting northumbriai ifi-futóbajnok volt 100 yardon, ám miután csak a harmadik lett a Nemzeti Ifjúsági Bajnokságon, feladta futókarrierjét. Police-időszakában lelkes kocogó volt és imádott szörfözni.
Sakkozik, jógázik (Stingnek és Trudie-nak van egy jógaközpontja New Yorkban), szeret motorozni.
Lelkes futball-szurkolója a Newcastle United csapatának, habár fiatalkorában a nagy ellenfél Sunderlandnek szurkolt. Akkoriban az iskola női focicsapatának edzőjeként is tevékenykedett.

## Életrajzi írások
- (1990) Sting–Jean-Pierre Dutilleuxː Sting Amazóniában; fotó Jean-Pierre Dutilleux, ford. Soltész Judit; Gondolat, Bp., 1990 (Világjárók) ISBN 963-282-397-4
- (2003) Sting: Broken Music ISBN 0-7432-3184-8
- (2004) Széttört zene; ford. M. Nagy Miklós, Gy. Horváth László; Európa, Bp., 2004 ISBN 963-07-7667-7[10]
- (2005) James Berryman: Sting and I ISBN 978-1844541072
- (2008) Christopher Sandford: Sting ISBN 963-266-006-4
- (2008) Christopher Gable: The Words and Music of Sting (Praeger Singer-songwriter Collection) ISBN 978-0275993603
- Christopher Sandford: Sting. Életrajz; ford. Szántai Zsolt; Cartaphilus, Bp., 2008 (Legendák élve vagy halva)